# Cophosaurus
Cophosaurus texanus є єдиним видом монотипного роду Cophosaurus. Він тісно пов'язаний з видами в роду Holbrookia, і фактично був поміщений у цей рід і згадувався як Holbrookia texana з 1852 року до 1970-х років. У Cophosaurus відсутні зовнішні вушні отвори, пристосування до заривання в пісок, як і заглиблена нижня щелепа та розширена верхня губна луска. Cophosaurus є статево диморфними, самці стають більшими та барвистішими за самок, демонструючи рожевий і зелений кольори, які особливо яскраві в період розмноження. Дві жирні чорні смуги позначають бічну частину самців, але вони значно зменшені та розпливчасті, а іноді й зовсім відсутні у самиць.
Cophosaurus є рідною для пустелі Чіуауа та інших посушливих і напівпосушливих регіонів південного заходу Сполучених Штатів і північної Мексики, де вони найчастіше займають помірно відкриті ділянки рідкісної рослинності з камінням, гравієм і піском
. Загальне забарвлення окремих ящірок часто збігається з кольорами скель і ґрунтів місцевості, в якій вони мешкають. Вони часто покладаються на камуфляж і свою швидкість, щоб уникнути загроз і хижаків, перш ніж відступити в ущелини скель. Вони переважно комахоїдні, полюють на різноманітних цвіркунів, коників, гусениць, мурах, мух, жуків і жуків. Іноді також їдять павуків і дрібних ящірок. Cophosaurus є яйцекладними. Самиці відкладають від 1 до 4 кладок по 2–9 яєць на рік, причому дитинчата виводяться з червня по жовтень і досягають дорослого розміру та статевої зрілості протягом одного року.